# Migliori prestazioni europee nel getto del peso
La lista delle migliori prestazioni europee nel getto del peso, aggiornata periodicamente dalla World Athletics, raccoglie i migliori risultati di tutti i tempi degli atleti europei nella specialità del getto del peso.

## Maschili outdoor

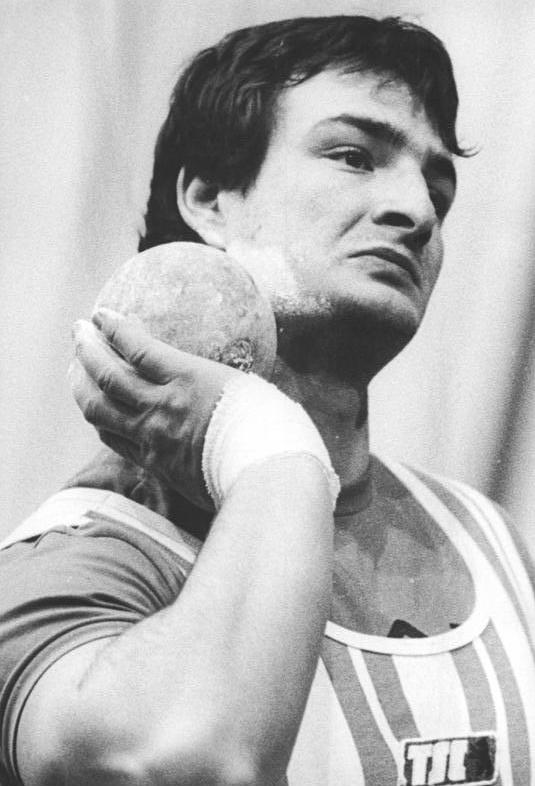
Ulf Timmermann, detentore del record europeo outdoor e indoor del getto del peso

Statistiche aggiornate al 12 giugno 2022.
|     | Misura  | Atleta            | Luogo       | Data              |
| --- | ------- | ----------------- | ----------- | ----------------- |
| 1.  | 23,06 m | Ulf Timmermann    | La Canea    | 22 maggio 1988    |
| 2.  | 22,95 m | Leonardo Fabbri   | Savona      | 15 maggio 2024    |
| 3.  | 22,91 m | Alessandro Andrei | Viareggio   | 12 agosto 1987    |
| 4.  | 22,75 m | Werner Günthör    | Berna       | 23 agosto 1988    |
| 5.  | 22,64 m | Udo Beyer         | Berlino     | 20 agosto 1986    |
| 6.  | 22,32 m | Michał Haratyk    | Varsavia    | 28 luglio 2019    |
| 7.  | 22,25 m | Konrad Bukowiecki | Chorzów     | 14 settembre 2019 |
| 8.  | 22,24 m | Sergej Smirnov    | Tallinn     | 21 giugno 1986    |
| 9.  | 22,22 m | Bob Bertemes      | Lussemburgo | 4 agosto 2019     |
| 10. | 22,20 m | David Storl       | Losanna     | 9 luglio 2015     |

## Femminili outdoor
Statistiche aggiornate al 12 giugno 2022.
|     | Misura  | Atleta               | Luogo     | Data           |
| --- | ------- | -------------------- | --------- | -------------- |
| 1.  | 22,63 m | Natal'ja Lisovskaja  | Mosca     | 7 giugno 1987  |
| 2.  | 22,45 m | Ilona Slupianek      | Potsdam   | 11 maggio 1980 |
| 3.  | 22,32 m | Helena Fibingerová   | Nitra     | 20 agosto 1977 |
| 4.  | 22,19 m | Claudia Losch        | Hainfeld  | 23 agosto 1987 |
| 5.  | 21,89 m | Ivanka Hristova      | Belmeken  | 4 luglio 1976  |
| 6.  | 21,86 m | Marianne Adam        | Lipsia    | 23 giugno 1979 |
| 7.  | 21,73 m | Natal'ja Achrimenko  | Leselidze | 21 maggio 1988 |
| 8.  | 21,69 m | Vita Pavlyš          | Budapest  | 20 agosto 1998 |
| 9.  | 21,61 m | Veržinija Veselinova | Sofia     | 21 agosto 1982 |
| 10. | 21,58 m | Margitta Pufe        | Erfurt    | 28 maggio 1978 |

## Maschili indoor
Statistiche aggiornate al 6 marzo 2023.
|    | Misura  | Atleta            | Luogo       | Data             |
| -- | ------- | ----------------- | ----------- | ---------------- |
| 1. | 22,55 m | Ulf Timmermann    | Senftenberg | 11 febbraio 1989 |
| 2. | 22,26 m | Werner Günthör    | Magglingen  | 8 febbraio 1987  |
| 3. | 22,17 m | Tomáš Staněk      | Düsseldorf  | 6 febbraio 2018  |
| 4. | 22,09 m | Mika Halvari      | Tampere     | 7 febbraio 2000  |
| 5. | 22,06 m | Zane Weir         | Istanbul    | 3 marzo 2023     |
| 6. | 22,00 m | Konrad Bukowiecki | Toruń       | 15 febbraio 2018 |
| 7. | 21,93 m | Bob Bertemes      | Kirchberg   | 19 febbraio 2023 |
| 8. | 21,88 m | David Storl       | Istanbul    | 9 marzo 2012     |
| 9. | 21,84 m | Filip Mihaljević  | Belgrado    | 27 febbraio 2020 |
| 9. | 21,84 m | Roman Kokoško     | Istanbul    | 3 marzo 2023     |

## Femminili indoor

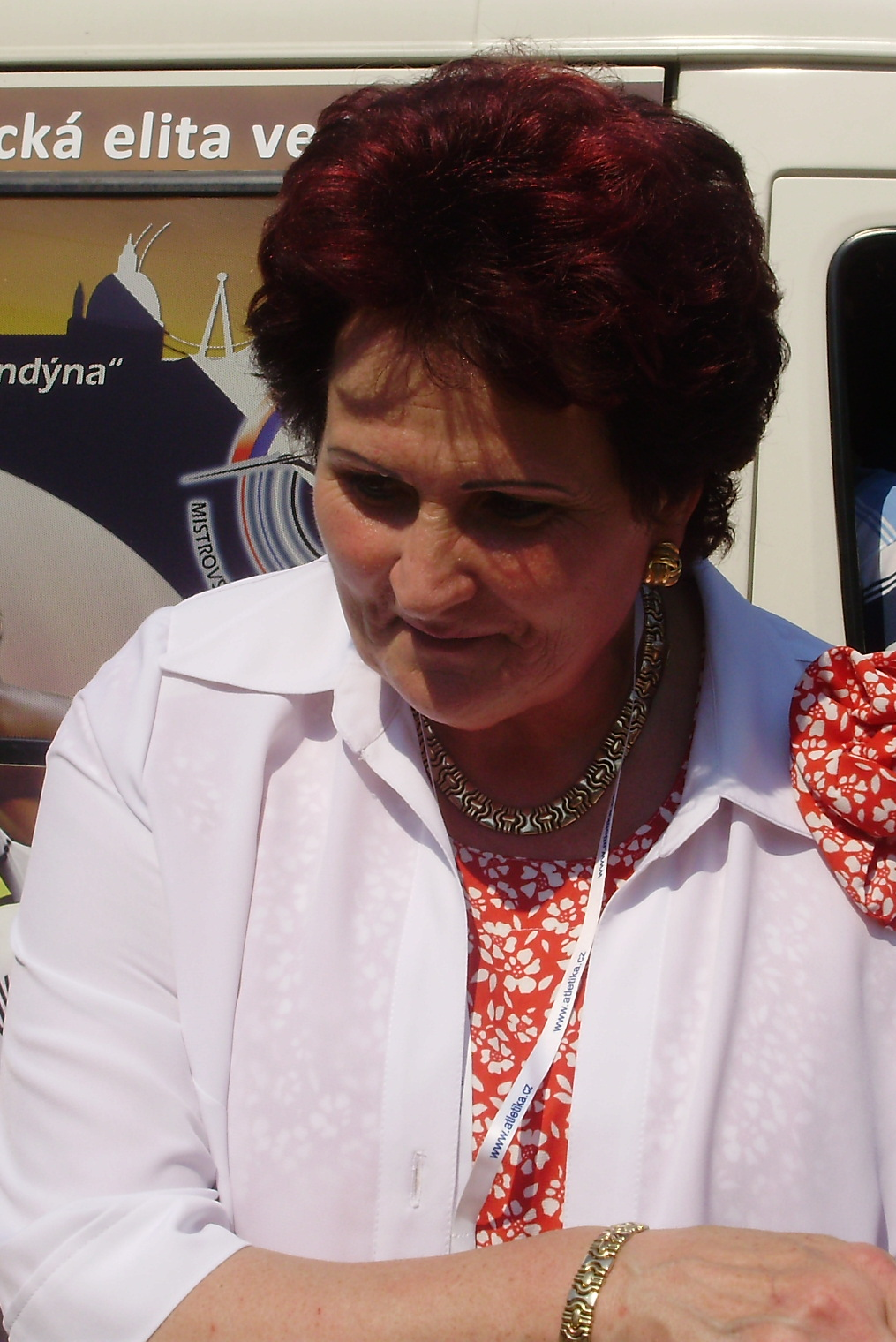
Helena Fibingerová, primatista europea e mondiale indoor del getto del peso

Statistiche aggiornate al 12 giugno 2022.
|     | Misura  | Atleta              | Luogo       | Data             |
| --- | ------- | ------------------- | ----------- | ---------------- |
| 1.  | 22,50 m | Helena Fibingerová  | Jablonec    | 19 febbraio 1977 |
| 2.  | 22,14 m | Natal'ja Lisovskaja | Penza       | 7 febbraio 1987  |
| 3.  | 21,60 m | Valentyna Fedjušyna | Sinferopoli | 28 dicembre 1991 |
| 4.  | 21,59 m | Ilona Slupianek     | Berlino     | 24 gennaio 1979  |
| 5.  | 21,46 m | Irina Meszynski     | Zweibrücken | 4 febbraio 1986  |
| 6.  | 21,26 m | Ines Müller         | Berlino     | 24 febbraio 1985 |
| 6.  | 21,26 m | Natal'ja Achrimenko | Leningrado  | 24 gennaio 1987  |
| 8.  | 21,23 m | Margitta Pufe       | Senftenberg | 26 febbraio 1978 |
| 9.  | 21,15 m | Irina Koržanenko    | Mosca       | 18 febbraio 1999 |
| 10. | 21,06 m | Eva Wilms           | Dortmund    | 19 febbraio 1977 |
| 10. | 21,06 m | Nunu Abašidze       | Budapest    | 8 febbraio 1984  |